# Grass Valley (Kalifornia)
Grass Valley város az USA Kalifornia államában, Nevada megyében. Lakosainak száma 14 016 fő (2020. április 1.).

## Népesség
A település népességének változása:

| 2010 | 12 860 |
| 2020 | 14 016 |